# Daniel Akaka
Daniel Kahikina Akaka mais conhecido como Daniel Akaka (Honolulu, 11 de setembro de 1924 – 6 de abril de 2018) foi um político e professor estadunidense, senador pelo estado do Havaí e membro do Partido Democrata. Serve no Senado desde 1990. Ele foi o primeiro Senador de ancestralidade nativa havaiana e era o único membro do Senado que possui ascendência chinesa. Com a saída do senador Ted Stevens, do Alaska, se tornou o quarto membro mais velho do Senado americano, após Robert Byrd, Frank Lautenberg e Daniel Inouye. Exerceu mandato na Câmara dos Representantes dos Estados Unidos entre 1977 e 1990.

## Biografia
Nascido em 11 de setembro de 1924, na capital do estado do Havaí, Honolulu, Akaka é filho de Annie Kahoa e Kahikina Akaka.

### Carreira política
Akaka iniciou sua carreira política 1977, sendo eleito representante do 2º distrito congressional do Havaí, cargo qual ocupou até 1990, quando foi nomeado senador do Havaí pelo governador John Waihee. 

### Vida pessoal
Akaka foi casado com Mary Mildred Chong.
Morreu em 6 de abril de 2018, aos 93 anos.